# Кетрін Макніл
Кетрін Макніл (англ. Catherine McNeil; нар. 20 березня 1989, Брисбен, Квінсленд, Австралія) — австралійська топмодель.

## Біографія
Юність Кетрін Макніл провела в Австралії між Брісбеном та Голд-Костом. Вона хотіла пов'язати життя з механікою, проводячи вільний час з автомобілями свого батька.
В 2003 році, коли їй було 14, вона з'явилася на австралійському конкурсі з пошуку моделей, організованому журналом Girlfriend, і виграла його. Вона продовжувала вчитися у школі, беручи участь у тижнях моди в Сіднеї та знімаючись для рекламних кампаній.
У 17 років вона переїхала до Сіднею, щоби бути ближче до своєї модельної агенції The Chic Model Agency. Потім вирішила переїхати до Нью-Йорку в супроводі бабусі, щоб побудувати кар'єру.

## Кар'єра
У 2006 році Макніл підписала контракт на 6 місяців з фотографом Маріо Тестіно, про якого, як вона каже, ніколи не чула до їх зустрічі. Кетрін Макніл досі розцінюється як муза Тестіно.
До 2007 року модельна кар'єра Макніл досягла значного успіху. Вона знялася в рекламах D&G, Versace, Донна Каран і Жан-Поль Готьє. З'явилася на обкладинці французького і австралійського Vogue, V і Numéro. Макніл з'являлася на багатьох висококласних показах в сезоні осінь / зима 2007, включаючи Shiatzy Chen, Balenciaga, Christian Dior, Fendi, Roberto Cavalli, Valentino, Versace, Louis Vuitton і Yves Saint Laurent. Також вона відкривала показ для Givenchy. Style.com вибрав її як одну з 10 кращих моделей сезону.
Її першою головною обкладинкою стала зйомка для журналу V, який передбачив, що вона буде супермоделлю. Її знімав Маріо Тестіно для передосінньої кампанії D&G в 2007 і для осінньої кампанії Hugo Boss в тому ж році. Вона була також обличчям осінньої кампанії Донна Каран. І взяла участь у рекламній кампанії Versace разом з Кейт Мосс у лютому 2007 року. Вона відкривала осінні покази Alexander McQueen, Alessandro Dellacqua, Givenchy і Missoni в Парижі і в Мілані й закривала осінній показ Gucci в Мілані. Вона була включена в список сайту Style.com «Top Ten New Faces for fall 2007» (10 найкращих нових облич осені 2007). Макніл з'явилася в рекламних кампаніях для Givenchy, Dior, Carolina Herrera, Gap, Narciso Rodriguez, Донна Каран, Uniqlo, Express, Louis Vuitton, Dolce & Gabbana, Hugo Boss, Printemps, Жан-Поль Готьє, Barneys New York, Versace і Hermès.
У червні/липні 2007 року вона з'явилася на обкладинці французького Vogue, яку знімав Маріо Тестіно. Вона була названа однією з головних дівчат британського Vogue і моделей, яких потрібно бачити в новому сезоні. У вересні 2007 року відкривала весняні покази для Carolina Herrera, Zac Posen, Thakoon і Preen на тижні моди в Нью-Йорку і закривала весняний показ MaxMara в Мілані.
У жовтні 2007 Макніл закривала весняний показ Christian Dior в Парижі. У 2008 році вона взяла участь в фотозйомці для французького Vogue і для календаря Піреллі, який знімав Патрік Демаршелье. Вона стала обличчям Жан-Поль Готьє, замінивши Джемму Ворд і оновила свій контракт з Hugo Boss. Протягом січня 2008 року вона з'явилася на таких шоу високої моди, як Chanel, Christian Dior, Christian Lacroix, Givenchy і Жан-Поль Готьє.
Вона закривала осінній показ Belstaff, MaxMara і Hermès на тижнях моди в Мілані та Парижі. У 2008 році з'явилася на обкладинці журналу Numéro двічі, а також на обкладинці австралійського Vogue. Французький Vogue назвав Макніл топмоделлю, також вона з'явилася в статтях для французького, німецького, британського, американського, австралійського, італійського та російського видання Vogue, i-D, Harper's Bazaar, французького та японського Numéro, W і V.
Vogue Paris оголосив її однією з 30 найкращих моделей 2000-х.
Вона взяла участь у фотозйомці для календаря Піреллі 2010, який знімав Террі Річардсон, зйомка проходила в Баїї, Бразилія.

## Особисте життя
У 2009 році Кетрін Макніл зафіксувалм під час поцілунку з Рубі Роуз, віджейкою австралійського MTV, під час вечірки у Лос-Анджелесі. Ходили розмови про заручини, але пізніше стало відомо, що 2 липня 2010 року вона їх скасувала. Однак у Макніл є татуювання з ініціалами Рубі Роуз.